# Jeanne d'Arc embrassant l'épée de la Délivrance
Ne doit pas être confondu avec Jeanne d'Arc (Rossetti).
Jeanne d'Arc embrassant l'épée de la Délivrance – en anglais Joan of Arc Kissing the Sword of Deliverance – est un tableau du peintre britannique Dante Gabriel Rossetti réalisé en 1863. Cette huile sur toile préraphaélite est un portrait en buste de Jeanne d'Arc aperçue par son profil droit alors qu'elle embrasse une fleur de lys sur la lame d'une épée qu'elle tient à deux mains, sous un crucifix. Achetée à la Piccadilly Gallery, à Londres, en 1996, l'œuvre fait partie des collections du musée d'Art moderne et contemporain de Strasbourg, à Strasbourg, en France.
Un panneau similaire daté de 1882 se trouve au Fitzwilliam Museum, à Cambridge, en Angleterre.

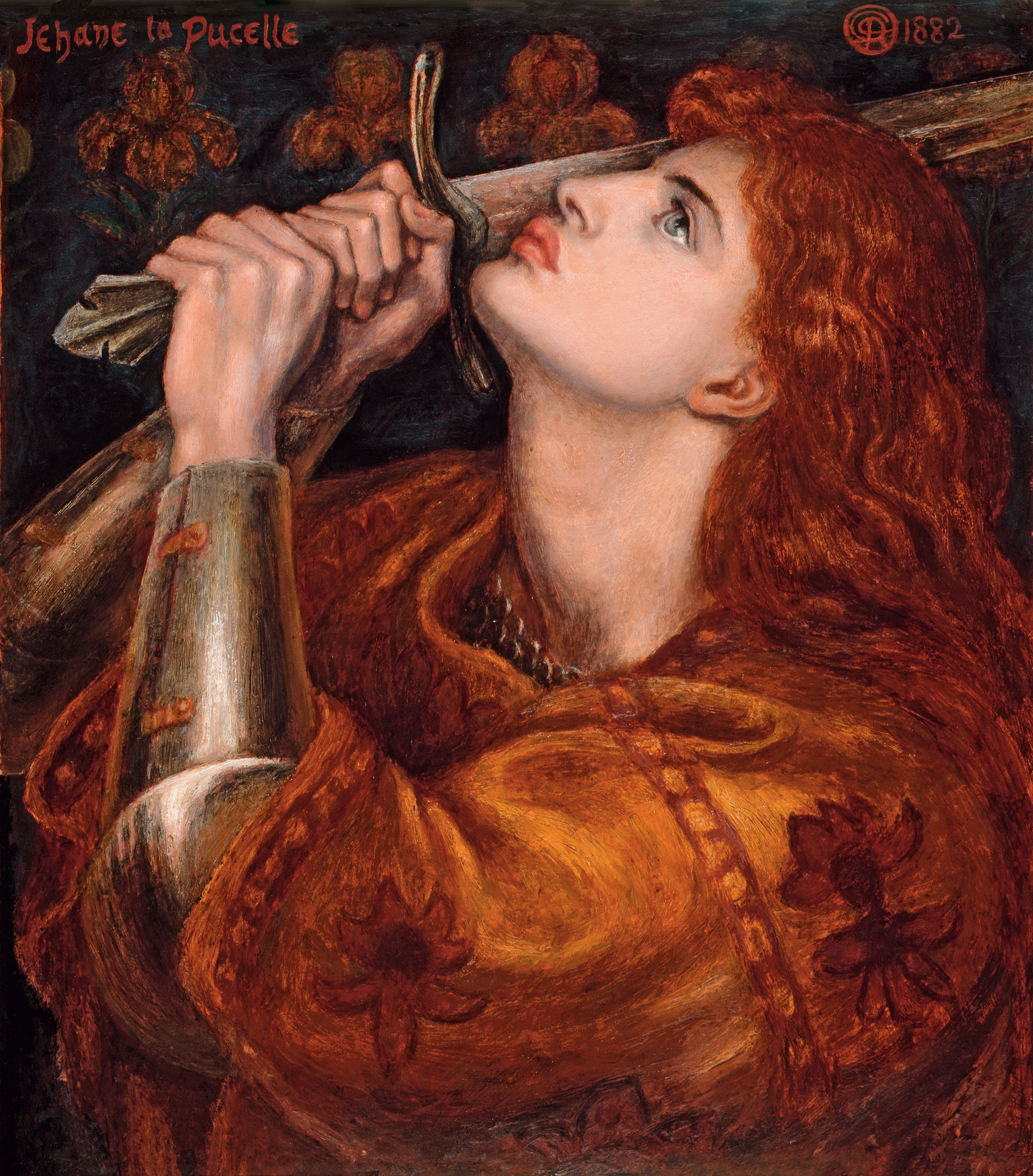
Jeanne d'Arc, 1882 – Fitzwilliam Museum, Cambridge.